# المؤتمر الوطني العشرون للحزب الشيوعي الصيني

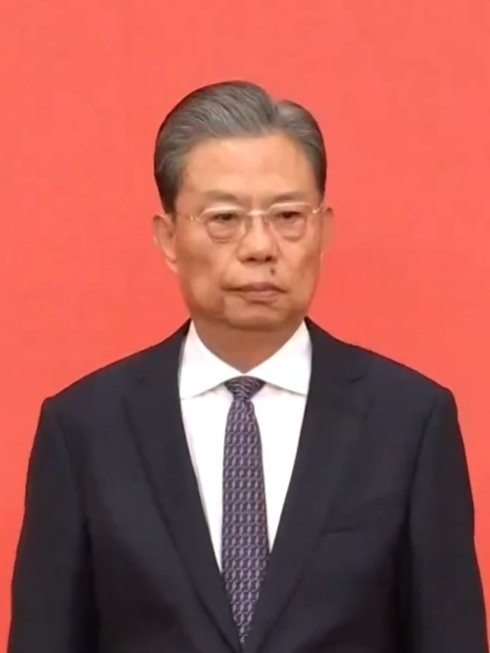
تشاو ليجي

المؤتمر الوطني العشرين للحزب الشيوعي الصيني سيتم عقده في بكين في النصف الثاني من عام 2022 ؛ وفقًا لصحيفة نيكي التي نقلت الخبر عن صحيفة مينج باو في هونج كونج. ووفقا للخبر ، سيعقد المؤتمر في نوفمبر. سيمثل 2300 مندوب أعضاء الحزب الشيوعي الصيني المقدر عددهم بـ 90 مليون عضو. بدأت الاستعدادات للمؤتمر الوطني العشرين في عام 2021 ، وستنتهي بجلسة عامة للجنة المركزية التاسعة عشرة ، قبل أيام قليلة من المؤتمر الوطني العشرين. في عام 2021 ، بدأت المنظمات الحزبية المحلية والإقليمية في انتخاب مندوبين إلى المؤتمر وكذلك استلام وتعديل وثائق الحزب. وسيتبعه المؤتمر الوطني الحادي والعشرون في عام 2027.
سيصادق مؤتمر الحزب الشيوعي الصيني على قائمة عضوية اللجنة المركزية لفحص الانضباط وسينتخب اللجنة المركزية للحزب الشيوعي الصيني ، والتي بدورها ستصادق على أعضاء المكتب السياسي للحزب الشيوعي الصيني ولجنته الدائمة ، والتي تعتبر أقوى هيئة لصنع القرار في الصين.
يُعتقد أن إما الزعيم الصيني الحالي شي جين بينغ سيعاد انتخابه كأمين عام للحزب الشيوعي الصيني ، أو سيتم انتخابه لأول مرة كرئيس للحزب الشيوعي الصيني ، وهو اللقب الذي لم يتم استخدامه منذ عام 1982.

## التداعيات المحتملة
تكهنت الباحثة يون سون بأن الزعيم الصيني شي جين بينغ قد ركز على الاستقرار في السياسة الخارجية من أجل ضمان الفوز في المؤتمر الوطني العشرين للحزب الشيوعي الصيني. وقالت إنه إذا أعيد انتخاب شي ، فقد يستمر بحزم في تبني السياسات الخارجية التي تعزز المصالح الصينية.